# Hæmatokritværdi
 Denne artikel bør gennemlæses af en person med fagkendskab for at sikre den faglige korrekthed.

Hæmatokritværdi er volumenprocenten af røde blodlegemer i blodet. Den er et udtryk for blodets evne til at transportere ilt og er nært beslægtet med hæmoglobinværdi (mmol hæmoglobin per liter fuldblod).

## Processen ved ilttransport
De røde blodlegemer indeholder stoffet hæmoglobin.
Hæmoglobins hovedfunktion at binde ilt og transportere det til de forskellige dele af kroppen. Når blodlegemerne har frigivet sin ilt til musklerne, hjernen eller andre dele af kroppen er det afiltet.
De afiltede røde blodlegemer bliver transporteret gennem venerne tilbage til hjertet, derefter pumper hjertet blodet via lungekredsløbet ud i lungerne. Når de afiltede røde blodlegemer er i kapillærerne, som er tæt på alveolerne, diffunderer ilt fra alveolerne til de røde blodlegemer og de røde blodlegemer afgiver deres CO2. Derefter bliver det iltede blod ført tilbage til hjertet og pumpet ud i det store kredsløb hvor det bringer ilt til resten af kroppen.
Hæmoglobin er jernholdigt og det giver blodet dets røde farve.

## Måling af hæmatokritværdi
Hæmatokritværdien kan måles anskueligt ved hjælp af centrifugering. En blodprøve, i et rør, slynges ved meget høj hastighed, typisk 4000. o/min i fem minutter.
Når rørene med blodet bliver centrifugeret bliver de røde blodlegemer slynget til bunden af røret, dette er fordi røde blodlegemer har højere densitet end plasma og hvide blodlegemer.
Derefter kan man, ved hjælp af millimeterpapir eller lineal, måle volumenprocenten af røde blodlegemer.
En simpel test er følgende:
Blodet består af plasma, blodplader (røde blodlegemer og hvide blodlegemer).
Blodet hældes op i et reagensglasrør. De røde/hvide blodlegemer vil falde til bunds, og plasmaet ligge øverst. Det tager måske en time.
Mængden af røde blodlegemer i forhold til hele mængden, fortæller hæmatokritværdien.
Jo flere røde blodlegemer, jo højere hæmatokritværdi.

## Tolkning af hæmatokritværdi
En persons hæmatokritværdi er ikke konstant og kan variere naturligt, plus eller minus 5%.
Der er mange ting der spiller ind på variationen af hæmatokritværdien. Står eller sidder man f.eks. op i længere tid, kan det resultere i at vandet i blodet trækker ud i vævet og værdien stiger. Modsat vil en stor væskeindtagelse over en kort periode gøre at hæmatokritværdien falder, da mængden af plasma stiger. Muskelarbejde uden indtagelse af vand kan også forøge hæmatokritværdien.
For de mest akkurate resultater, skal blodprøverne tages efter en 20 minutters hvileperiode eller lige efter søvn.
Der er ikke nogen naturlig måde at hæve hæmatokritværdien permanent, men for mennesker der bor højt over havet, vil hæmatokritværdien naturligt gå op efter noget tid. Dette skyldes den tyndere atmosfære højere oppe. Derfor skal kroppen adaptere til sin omgivelser og producere flere røde blodlegemer for at kroppen kan optage den normale mængde ilt, men efter et par dage på normal højde vil hæmatokritværdien falde til det normale igen.

## EPO
En mere brugt og farlig måde at hæve sin hæmatokritværdi over en længere periode er doping. Der er nogle sportsudøvere, for det meste er det cykelryttere, der sættes i forbindelse med EPO.
EPO (erythropoeitin) er et naturligt hormon der dannes i nyrerne, dette hormon er en af de faktorer der bestemmer mængden af røde blodlegemer produceret i knoglemarven. Ved at tage EPO bliver der dannet flere røde blodlegemer, og man får en højere hæmatokritværdi. Når man har flere røde blodlegemer i blodet, kan der også blive transporteret mere ilt til musklerne. Dette gør at musklerne kan arbejde mere og i længere tid, derfor bliver konditallet også højere, når hæmatokritværdien stiger.
Doping er forbudt, og derfor bliver der altid tjekket for doping i sportsgrene som f.eks. cykling og fodbold.
EPO kan ikke måles i blodet, derfor er det hæmatokritværdien der er sat grænser for i stedet.

## Normale hæmatokritværdier
Mænds hæmatokritværdi er normalt ca. 40-42% og kvinders er normalt ca. 37-39%. Man kan godt have en naturligt høj hæmatokritværdi, men når den er på 50% eller derover er det unormalt og man bliver mistænkt for doping.
Årsagen til at mænd normalt har en højere hæmatokritværdi end kvinder, er at de har mere muskelmasse.
Højere hæmatokritværdi end normalt kan være livsfarligt, Blodet bliver tykkere ved indtagelse af EPO og dermed øges risikoen for en blodprop også. Nogle sportsudøvere vælger dog bevidst at ignorere dette.